# Johnny Torrio
Giovanni Torrio, známý jako Johnny Torrio (únor 1882 Orsara, Itálie – 16. dubna 1957 New York) byl italsko-americký mafiánský boss, který ve 20. letech 20. století působil v Chicagu a stál za rozmachem mafie. Ve 30. letech spolupracoval s Lucky Lucianem na zřízení tzv. "Národního zločineckého syndikátu". Jeho přezdívka byla The Fox (Lišák).

## Mládí
Narodil se v roce 1882 ve vesnici Orsara blízko Neapole. Krátce poté, co jeho otec zemřel (to mu byly dva roky), se přestěhoval se svou matkou do New Yorku.
Jako chlapec se zapojil do činnosti pouličních gangů. Seznámil se tam např. s Paulem Kellym (Paolo Vaccarelli), který byl vedoucí skupiny Five Points Gang. On sám se později stal jeho zástupcem. Kromě toho vypomáhal v obchodě svého nevlastního otce a dělal vyhazovače v baru.
Začal podnikat a kromě legálních aktivit se zabýval sázkami, obchodem s drogami, vydíráním a zejména kuplířstvím. V roce 1912 už měl tolik aktivit, že zaměstnával ostatní členy newyorských gangů. Všiml si mladého Al Capona a sjednal mu práci barmana a vyhazovače v baru, který vlastnil Torriův přítel, Frankie Yale.
Byl krutý a vypočítavý, např. ve vztahu k prostitutkám, které trestal za jakékoliv provinění. Ostatní gangsteři si ho však vážili pro jeho diplomatické schopnosti a rychlý úsudek. Říkali mu The Fox (Lišák) a později také Papa Johnny.

## Chicago
Jeho teta, Victoria Moresco, a její manžel, mafiánský boss Jim Colosimo, vlastnili v Chicagu několik nevěstinců.
V roce 1909 se paní Moresco na něj obrátila s tím, aby jim pomohl proti vyděračské organizaci Mano Nera (Černá ruka). Přestěhoval se tedy do Chicaga tak aby tuto věc vyřídil. Začal pro Jima Colosima pracovat.
V roce 1911 byl svým strýcem povýšen poté, co zabil prostitutku, která proti nim chtěla vypovídat. Rok na to se oženil s Židovkou Annou Jacobovou. Navenek vedl slušný život jako obchodník Frank Langley.
Od roku 1915 měl v Colosimových aktivitách již velkou pravomoc a řídil podnik prakticky sám. Stal se spoluvlastníkem několika nevěstinců a v roce 1919 si otevřel svůj vlastní. Jeho záležitosti v New Yorku přebral Frankie Yale.
V roce 1919 za ním do Chicaga přijel Al Capone a usídlil se tam natrvalo. Brzy se stal jeho nejdůležitějším mužem.
Když v roce 1920 začala prohibice, vycítil obrovské peníze, které by z toho mohly plynout. Snažil se přesvědčit Jima Colosima, aby se do toho podniku pustili (pašování, výroba a prodej alkoholu). Ten se však zdráhal. Tvrdil, že by to jen přitáhlo pozornost konkurenčních mafiánských gangů a policie. Navíc se právě rozváděl s Victorií Moresco a v dubnu roku 1920 se oženil s kabaretní zpěvačkou Dale Winterovou. Do obchodu s alkoholem se tedy nechtěl pouštět.
11. května 1920 byl Jim Colosimo na Torriův příkaz zastřelen. Torrio se tak dostal na vedoucí místo celé organizace a pustil se do nelegálního obchodu s alkoholem.

## Období války gangů
Jedním z jeho největších nepřátel se stal Ir Dion O'Banion. Měli spolu mnoho neshod, mimo jiné ohledně rozdělení teritorií.
19. května 1924 O'Banion na něj připravil podfuk, když ho nalákal na místo, kde jej pak zatkla policie kvůli porušení prohibičního zákona.
Dne 10. listopadu 1924 mu pak Frankie Yale a Al Capone pomohli O'Baniona zabít. Stalo se tak v O'Banionově květinářství.
Po této akci následovala válka gangů.
23. ledna 1925 stanul před soudem za porušení zákona o prohibici.
O'Banionovi přátelé, mezi nimi např. Hymie Weiss nebo Bugs Moran, se chtěli za smrt O'Baniona pomstít. 24. ledna 1925 jej postřelili. Udělali to už jednou před tím, ale tentokrát to bylo vážné, strávil nějakou dobu v nemocnici.
V únoru roku 1925 nastoupil do vězení, odsouzen byl na 9 měsíců. Souhlasil s tím, že je vinen, protože věděl, že ve vězení bude mít dobrou lékařskou péči a bude hlídán. Bál se, že by se O'Banionovi muži mohli pokusit rozdělanou práci dokončit.
Po propuštění z vězení předal vedení organizace Al Caponovi a odletěl do Itálie. Na jaře roku 1928 se však vrátil do Ameriky, důvodem byl mimo jiné strach z Mussoliniho.
Nevrátil se však do Chicaga, ale do New Yorku, kde začal investovat do nemovitostí. Ve 30. letech se také často setkával s Lucky Lucianem, se kterým plánoval založení Komise, jakéhosi grémia newyorských bossů.
Na jaře roku 1939 nastoupil opět do vězení za daňové úniky. Propuštěn byl 14. dubna 1941.
V 50. letech se pak dále zabýval obchodováním s nemovitostmi.

## Smrt
16. dubna 1957 při návštěvě holiče dostal infarkt a několik hodin na to v nemocnici zemřel.
Svého nástupce v čele mafiánského klanu, Al Capona, tím přežil o 10 let.